# Emil Warmiński

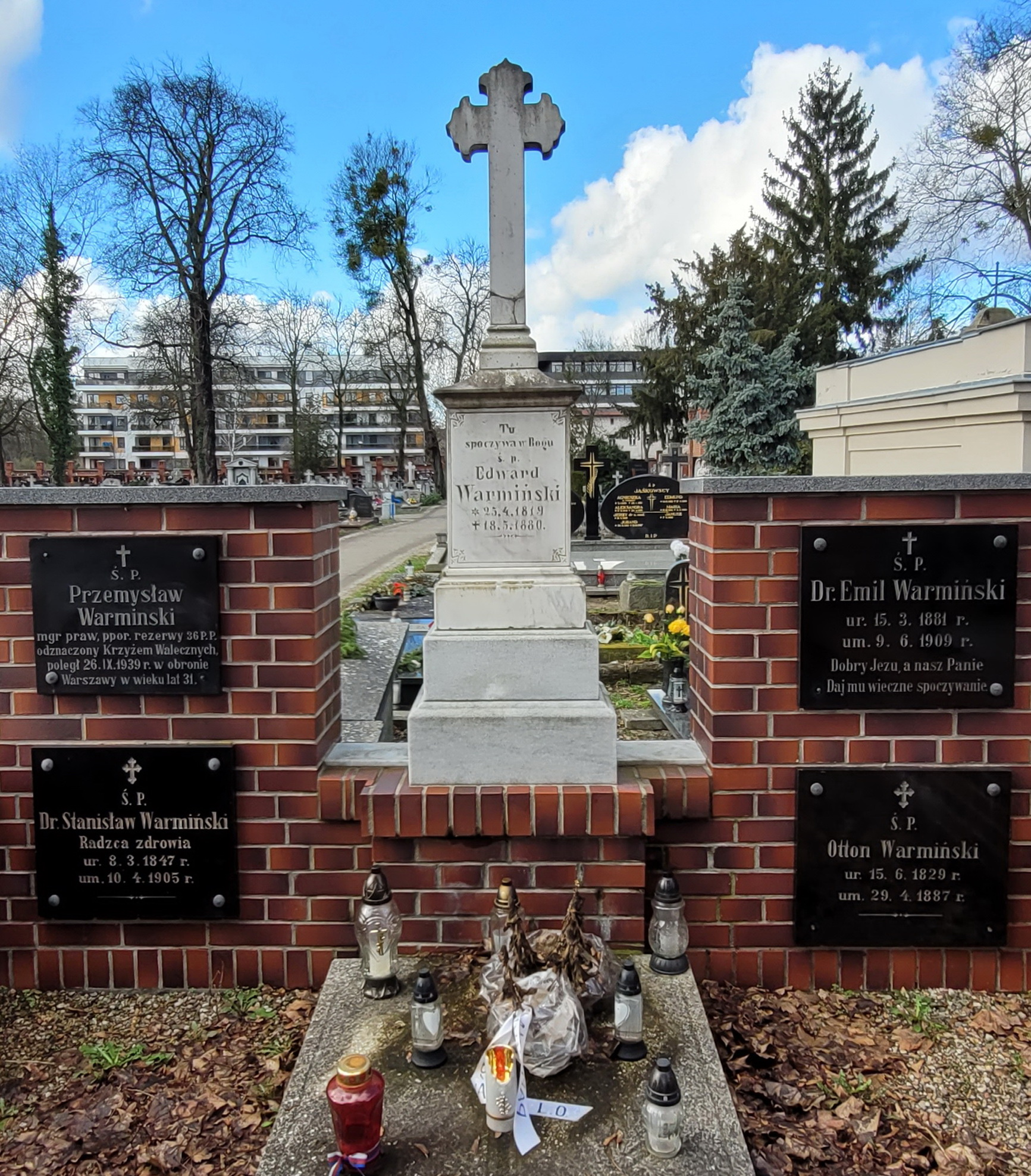
Miejsce pochówku rodziny Warmińskich na Cmentarzu Starofarnym w Bydgoszczy

Emil Warmiński (ur. 15 marca 1881 w Bydgoszczy, zm. 8 lub 9 czerwca 1909 w Poznaniu) – lekarz, polski działacz społeczny i narodowy, twórca „Domu Polskiego” w Bydgoszczy.

## Życiorys
Urodził się 15 marca 1881 r. w Bydgoszczy. Był synem Ottona Ferdynanda, sekretarza sądowego i Małgorzaty z Siudzińskich. Po śmierci ojca (1887) jego wykształceniem zajął się stryj – dr Stanisław Warmiński, znany i ceniony lekarz bydgoski. W latach 1890–1899 uczył się w gimnazjum bydgoskim, gdzie zdał maturę. Dał się poznać jako niezwykle zdolny uczeń.
Bezpośrednio po maturze podjął studia medyczne w Marburgu, a następnie po ukończeniu pierwszego semestru, kontynuował je w Berlinie, gdzie studiowała większa grupa Polaków. Dziennik Bydgoski podaje, że do aktywnej działalności patriotycznej skłoniły go obelgi rzucane Polakom przez profesora uniwersytetu berlińskiego Schumanna, które nim głęboko wstrząsnęły. Wstąpił do TG „Sokół” i zaczął działać w polskich organizacjach na wychodźstwie. Studia ukończył w 1904 r. we Fryburgu Bryzgowijskim, gdzie również uzyskał stopień doktora medycyny na podstawie rozprawy o tyfusie brzusznym. Następnie przez pół roku odbywał obowiązkową służbę wojskową w Berlinie.
W maju 1905 r. wrócił do Bydgoszczy i rozpoczął praktykę lekarską. Na ścianie budynku w którym mieszkał i pracował (ul. Gdańska 9) wywiesił pierwszą w Bydgoszczy tablicę z polskim napisem „lekarz”, przez co naraził się na różnego rodzaju przykrości i szykany ze strony niektórych bydgoskich Niemców. Był ofiarnym lekarzem; często bezinteresownie pomagał Polakom i leczył ich na swój koszt. Natychmiast też włączył się w działalność narodową i społeczną bydgoskich Polaków. Przyczynił się do ożywienia działalności Towarzystwa Gimnastycznego „Sokół”, którego był prezesem w latach 1905–1908. Uczestniczył także w działalności Towarzystwa Śpiewaczego „Halka” (członek zarządu), Towarzystwa Robotników Polsko-Katolickich, Towarzystwa Przemysłowego. Przyczynił się do powstania i został członkiem Towarzystwa Kupców (1909) i Towarzystwa Młodzieży Kupieckiej oraz Nadnoteckiego Stowarzyszenia Lekarzy. W czasie strajku szkolnego w 1907 r. założył bibliotekę i czytelnię dla dzieci (1907); później zaś współdziałał przy założeniu Czytelni dla Kobiet, która rychło stała się największą i najaktywniejszą instytucją tego typu w Poznańskiem. W 1903 r. przyczynił się do założenia spółki budowlanej mającej zgromadzić środki finansowe na kupno nieruchomości dla polskich stowarzyszeń społecznych i kulturalnych. W 1907 r. ze zgromadzonych środków zakupił od niemieckiego właściciela budynek przy dzisiejszej ul. Warmińskiego 11 i zorganizował w nim Dom Polski. Wkrótce stał się on prawdziwym centrum polskiego życia narodowo-społecznego i kulturalnego.
Emil Warmiński odwiedzał zebrania i wiece, sprawował liczne urzędy honorowe i pisywał do gazety liczne artykuły i rozprawy. Intensywna praca wyczerpywała jego siły, osłabione wskutek gruźlicy oraz ciężkiej choroby jelit. Usiłował je zwalczyć kuracjami we Włoszech, Szwajcarii i Zakopanem. Podleczywszy się, postarał się o stanowisko asystenta na Oddziale Ginekologii w szpitalu wrocławskim. Do Wrocławia wyjechał w sierpniu 1908 r. i tam przeszedł szczęśliwie operację jelit, lecz w dalszym ciągu chorował na gruźlicę, która ostatecznie stała się przyczyną jego zgonu. Zmarł na gruźlicę 8 lub 9 czerwca 1909 r. w Poznaniu.
12 czerwca 1909 r. sprowadzono jego zwłoki do Bydgoszczy. Pogrzeb, w którym brały udział wielkie tłumy bydgoszczan, odbył się w niedzielę 13 czerwca 1909 r. Pochowany został w grobowcu rodzinnym na Cmentarzu Starofarnym.

### Rodzina
Był żonaty z Haliną z Mayów (1883–1973). Miał dzieci: Sławutę Marię (1906-1996) i Przemysława (1908–1939), tenisistę i dziennikarza.

### Upamiętnienie
Imię Emila Warmińskiego nosi ulica w Śródmieściu Bydgoszczy, a także poświęcono mu liczne tablice pamiątkowe i popiersia. Pierwszą tablicę pamiątkową ufundowaną przez TG „Sokół” wmurowano w 1936 r. w ścianę domu przy ul. Warmińskiego 11. Po jej zniszczeniu przez hitlerowców, Towarzystwo Śpiewacze „Halka” ufundowało nową, którą wmurowano w dawnym miejscu i odsłonięto 14 czerwca 1958 r., w 75-lecie towarzystwa. Tablica ta znajdowała się w tym miejscu do rozbiórki budynku w lutym 2019. W 1959 r. kolejną tablicę pamiątkową umieszczono na froncie gmachu szkolnego, gdzie niegdyś się uczył przy placu Wolności 9. Od 30 grudnia 1959 r. jego imię nosi Szpital Miejski w Bydgoszczy. 12 grudnia 1986 r. imię Emila Warmińskiego nadano Zespołowi Szkół Medycznych w Bydgoszczy przy ul. Swarzewskiej 10. Popiersia znajdują się w szpitalu miejskim (1975) i hallu VIII Liceum Ogólnokształcącego (1986).